# Vlieland
Vlieland (fryz. Flylân) – wyspa i gmina w Holandii we Fryzji w archipelagu Wysp Zachodniofryzyjskich. Powierzchnia gminy to 315,79 km², z czego 275,78 km² to woda. Najmniejsza z wysp fryzyjskich, druga najrzadziej zaludniona gmina Holandii po Schiermonnikoog. Ośrodek administracyjny i jedyna miejscowość na wyspie to wieś Oost-Vlieland. Wyspa zawdzięcza kameralny charakter otaczającym ją mieliznom, które aż do XX wieku ograniczały jej kontakty z resztą Holandii. Burmistrzem gminy Vlieland w kadencji 2014-2018 jest Ella Schadd-de Boer.

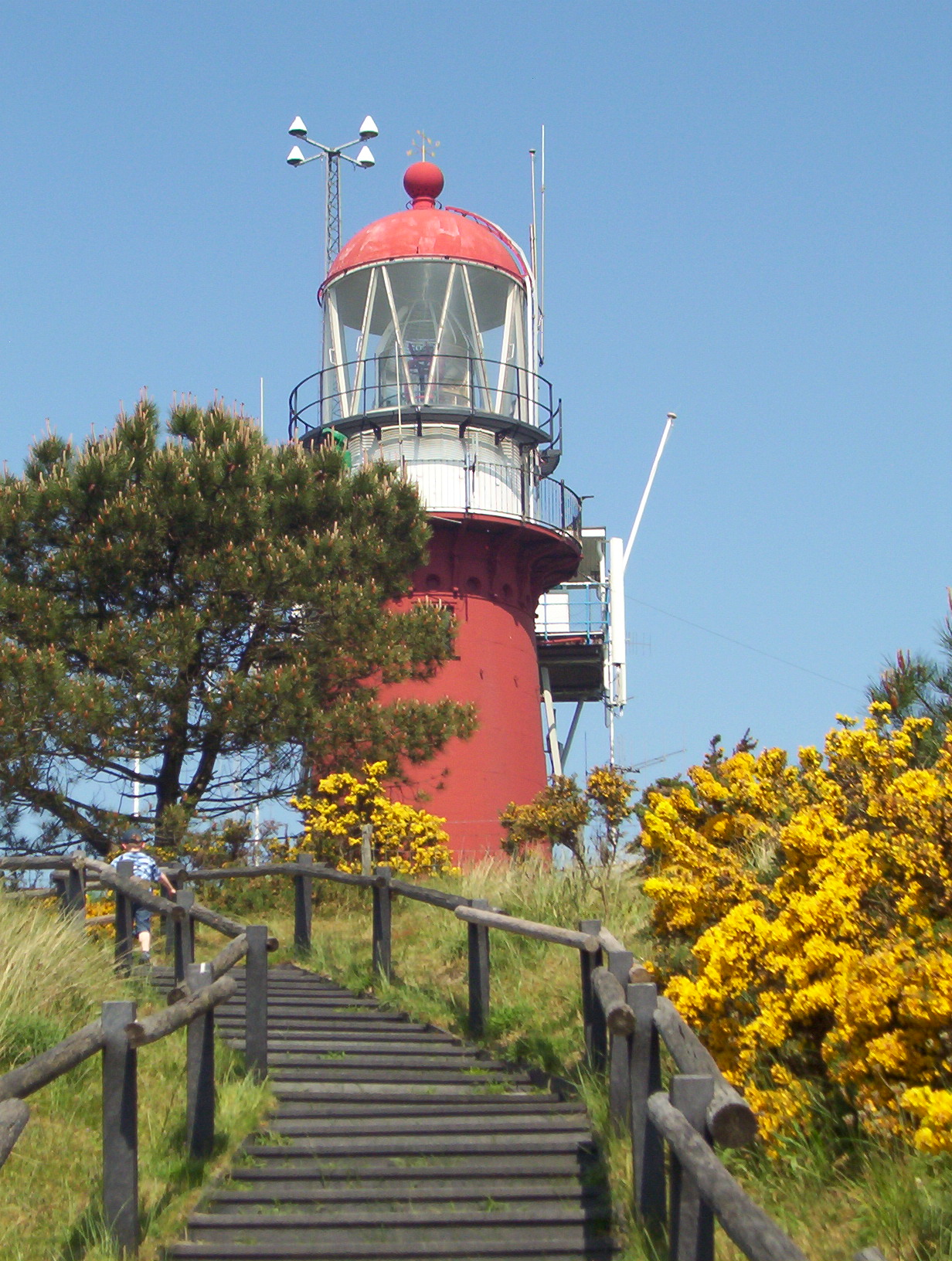
Latarnia morska na Vlieland

Na wyspę nie wolno wjeżdżać samochodami i innymi pojazdami spalinowymi. Dozwolone są tylko rowery. Można również korzystać z lokalnych elektrycznych autobusów lub elektrycznych taksówek.   

Herb gminy Vlieland

Flaga gminy Vlieland